# Национальный комитет по СМИ (Египет)
«Масперо» («Масбиро», араб. ماسبيرو‎, Maspero), формально Национальный комитет по СМИ (الهيئة الوطنية للإعلام‎, National Media Authority, NMA) —  государственный орган Египта, созданный вместо Министерства информации. Одна из старейших и крупнейших медиа-организаций на Ближнем Востоке. Владеет бо́льшей частью медиа-контента и творческого наследия на арабском языке. Штаб-квартира находится в Каире. Отвечает за управление и регулирование деятельности государственных аудио- и визуальных средств массовой информации (государственное телевидение и радио).

## Предыстория

### Египетская государственная радиовещательная компания
Египетская государственная радиовещательная компания (Egyptian State Broadcasting, ESB) была создана английской администрацией совместно с местным правительством Королевства Египет. Радиовещание в Египте при технической поддержке британской компании Marconi's Wireless Telegraph Company началось 31 мая 1934 года.
В 1950 году ESB стала членом Европейского вещательного союза (EBU). В 1958 году EBU и радио Дамаска (Сирия) вышли из Европейского вещательного союза в знак несогласия с решением Генеральной ассамблеи EBU включить в состав союза израильскую Службу вещания.
В 1959 году правительство Египта подписало контракт с Radio Corporation of America (RCA) о создании национальной телетрансляционной сети. К 8-й годовщине Июльской революции было построено 28-этажное здание телевизионного комплекса на левом берегу Нила. В здании располагалось 50 студий. Здание выходит окнами на улицу Масперо, названную в честь французского археолога Гастона Масперо, директора Службы древностей и Египетского музея в Каире (возведённое в 1902 году новое здание музея расположено рядом с телецентром). Телевещание в Египте началось в 7 часов утра 21 июля 1960 года, когда был запущен Первый канал, и продолжалось 5 часов.
Государственная телерадиокомпания работала под строгим контролем Министерства информации, созданного в 1971 году.

### Союз радио и телевидения
В соответствии с декретом президента Насера от 13 августа 1970 года создана правительственная организация Союз радио и телевидения (اتحاد الإذاعة والتلفزيون‎, Egyptian Radio and Television Union, ERTU) со штаб-квартирой в Каире, которая контролировала радиовещание и телевидение. Деятельность организации регулировалась Законом № 13 от 1979 года о ERTU.
1 января 1985 года восстановлено членство ERTU в Европейском вещательном союзе.
В 1987 году подписано соглашение о сотрудничестве с Гостелерадио СССР. В 1985—1987 годах по телевидению было показано несколько советских художественных фильмов.
К середине 1980-х годов имелось 30 радиостанций и 1 телецентр. Внутреннее вещание осуществлялось на 7 языках, для зарубежных стран — на 30 языках (в том числе арабском, английском, французском, немецком, итальянском, русском, испанском, ряде африканских и азиатских).

### «События Масперо»
«События Масперо» начались с демонстрации коптов 9 октября 2011 года в районе Шубра, где имеется крупная коптская община. Поводом послужило нападение на деревню Эль-Маринаб близ Идфу в мухафазе Асуан, совершённое мусульманами 30 сентября. Была разрушена и подожжена церковь Мар-Гиргис (Св. Георгия). Демонстранты требовали отставки губернатора Асуана генерала Мустафы Камель аль-Сайед. Около 1000 коптов направились к зданию государственного телевидения, где произошли столкновения с военной полицией, в которых погибли 25 человек: 17 демонстрантов и случайных прохожих и 8 военнослужащих и пострадали более трехсот человек. По результатам проведённых 24 вскрытий, 7 человек погибли от огнестрельных ранений, 13 — от травм и переломов, вызванных наездом БТР, которые на полном ходу рассекали толпу.

## Современность
Конституция Египта 2014 года гарантирует свободу массовой информации и учреждает основные регуляторы в информационной сфере. Согласно статье 213:
Национальная организация СМИ является независимой организацией, которая развивает находящиеся в государственной собственности визуальные, аудио и цифровые СМИ и управляет их активами, а также обеспечивает их развитие, независимость, объективность и соблюдение ими надлежащих профессиональных, административных и экономических стандартов.
Национальный комитет по СМИ создан по Закону № 92 от 2016 года об институциональной организации прессы и средств массовой информации, который опубликован 12 июня в национальном Официальном вестнике, который выходит на арабском языке.
Закон № 178 от 2018 года о Национальном комитете по СМИ (NMA) опубликован в Официальном вестнике 27 августа. В нём говорится, что NMA назначает глав государственных средств массовой информации и веб-сайтов и увольняет их, если они нарушают свои обязанности, либо они не соответствуют должности. Часть его руководства назначается непосредственно президентом Египта. NMA также отвечает за создание и содержание вещательных студий, выпусков новостей и за управление правами на вещание. 
Национальный комитет по СМИ владеет самым большим архивом записей театральных спектаклей, теле- и радиопродукции на Ближнем Востоке.
Национальный комитет по СМИ владеет и управляет в различных долях следующими компаниями:
- Sono Cairo[англ.], которая в основном занимается производством фильмов (100% акций)
- Egyptian Media Production City[англ.] (EMPC), один из крупнейших студийных комплексов на Ближнем Востоке, предлагающих рекламные и производственные услуги (40% акций)
- NileSat, египетский спутниковый оператор, один из ведущих в арабском мире (96% акций)
- Nile Radio Productions (NRP)
- Cable Network Egypt (CNE), которая первой предложила услуги частного телевидения в арабском мире (52% акций)
- Nile ICT, которая предлагает решения в области телекоммуникаций и информационных технологий (25% акций)
- Nile Online (NOL), интернет-провайдер (1,8% акций)

Национальный комитет по СМИ заключил соглашение с компанией Google и её дочерней компанией YouTube, что позволило государственному органу защитить принадлежащий ему огромный медиа-контент.
Национальный комитет по СМИ управляет Первым (запущен в 1960 году) и Вторым (запущен в 1961 году) общенациональными телеканалами, спутниковой телесетью Nile Television Network (тематические каналы Nile Drama, Nile Life, Nile Sport, Nile TV International и другие), Каирским радио.
Является членом Европейского вещательного союза (EBU)и Азиатско-тихоокеанского вещательного союза (ABU). Сотрудничает с ЮНЕСКО.